# Проспект Віталія Грицаєнка
Проспект Віталія Грицаєнка — один із проспектів Полтави, знаходиться у Шевченківському районі. Пролягає від площі Конституції до вулиці Південної. До проспекту прилучаються: вулиця Юліана Матвійчука —Миколаївський узвіз— вулиці Садова і Шевченка.

## Історія
Первісно вулиця на відтинку до вулиці Ново-Полтавської (нині вул. Шевченка) називалась Велико-Петровською, а потім — Інститутською, бо вела до будинку інституту шляхетних дівчат, збудованого у 1828–1832 роках за проектом архітектора Людовика Шарлеманя. Нині це будівля ПНТУ (№ 24), біля якого встановлено пам'ятник студентам і викладачам, загиблим 1941–1945 роках. У 1909 році на місці 4-го бастіону Полтавської фортеці було відкрито пам'ятник захисникам Полтави і коменданту фортеці полковнику Олексію Келіну, після чого одержала назву Келінський проспект.
12 грудня 2023 року ухвалили рішення про перейменування проспекту Першотравневого на честь полеглого Героя України Віталія Грицаєнка.
На проспекті Віталія Грицаєнка розташовані: будинок Полтавської пожежної команди (№ 16) (зараз музей авіації та космонавтики), будинок колишнього Земельного банку (№ 10) — нині аграрний коледж управління та права. Останній збудований у 1907-му році за проектом архітектора Олександра Ширшова, на його фасаді встановлено меморіальну дошку Першому губернському з'їзду комсомолу Полтавщини, під час Другої світової війни в будівлі розміщувався місцевий штаб СС.
У будинку Капніста (№ 18) нині розміщено музей Івана Котляревського. На будинку № 5 встановлено меморіальну дошку штабу підпільної групи «Нескорена полтавчанка». Також до проспекту Віталія Грицаєнка прилягає парк «Перемога», на території якого розташована могила Володимира Короленка.
На вулиці знаходяться чотири ботанічні пам'ятки природи місцевого значення: «Дуб черешчатий» та «Дуби черешчаті» біля будинку № 10, «Дуб черешчатий» біля будинку № 17 та «Дуб черешчатий» біля будинку № 22.

## Галерея

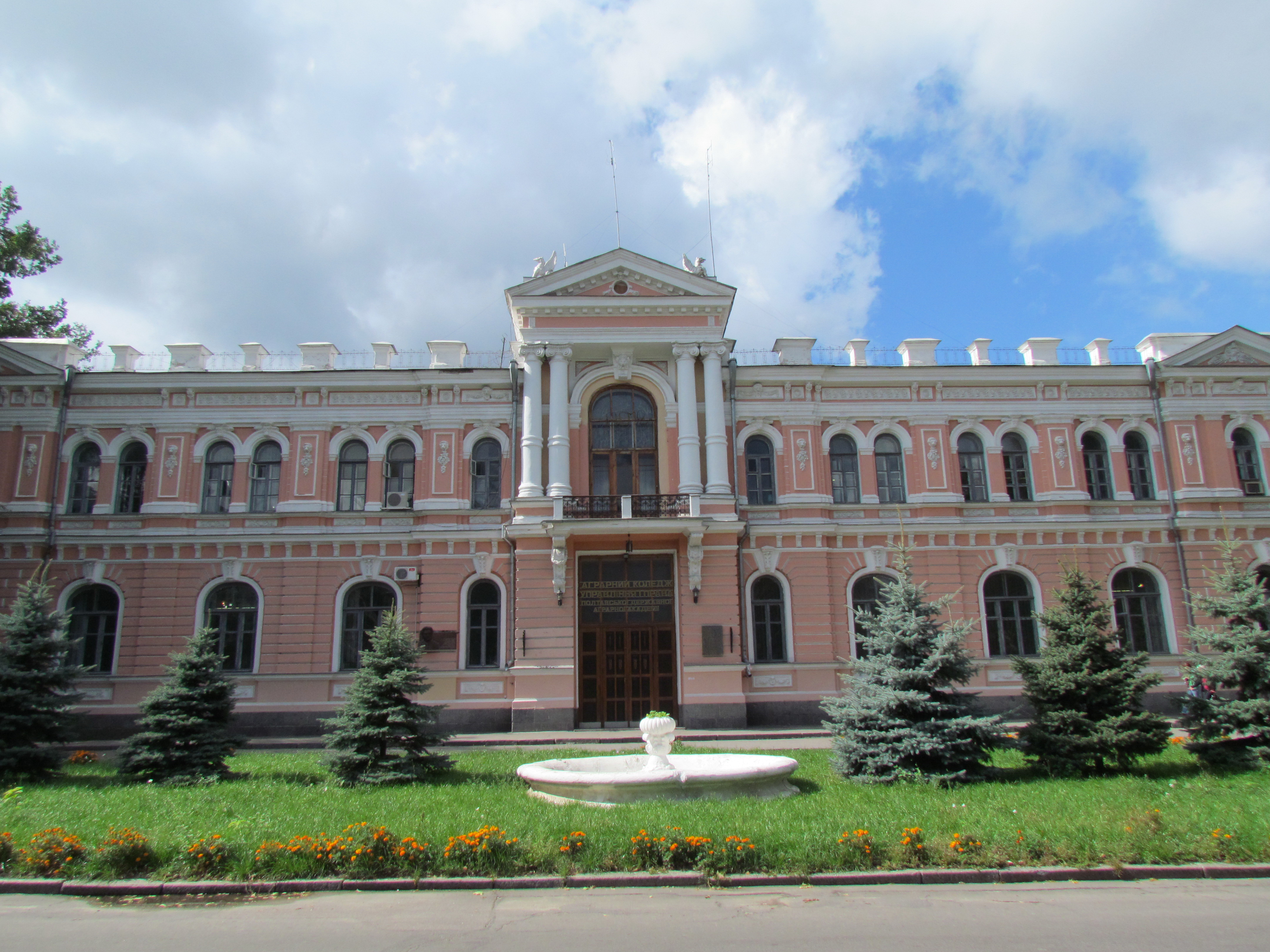
Будинок земельного банку (Аграрний коледж управління права)
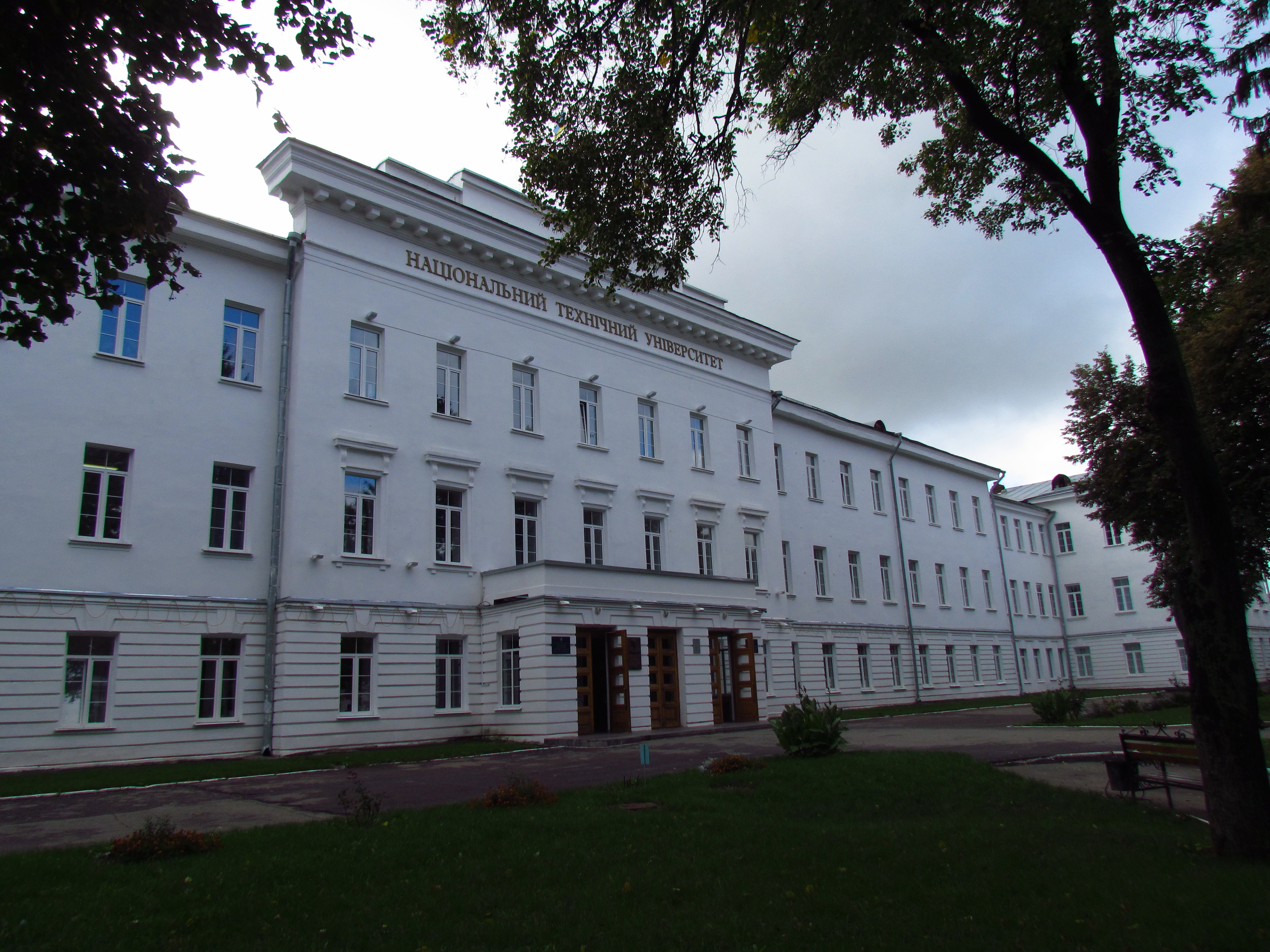
Інститут шляхетних дівчат
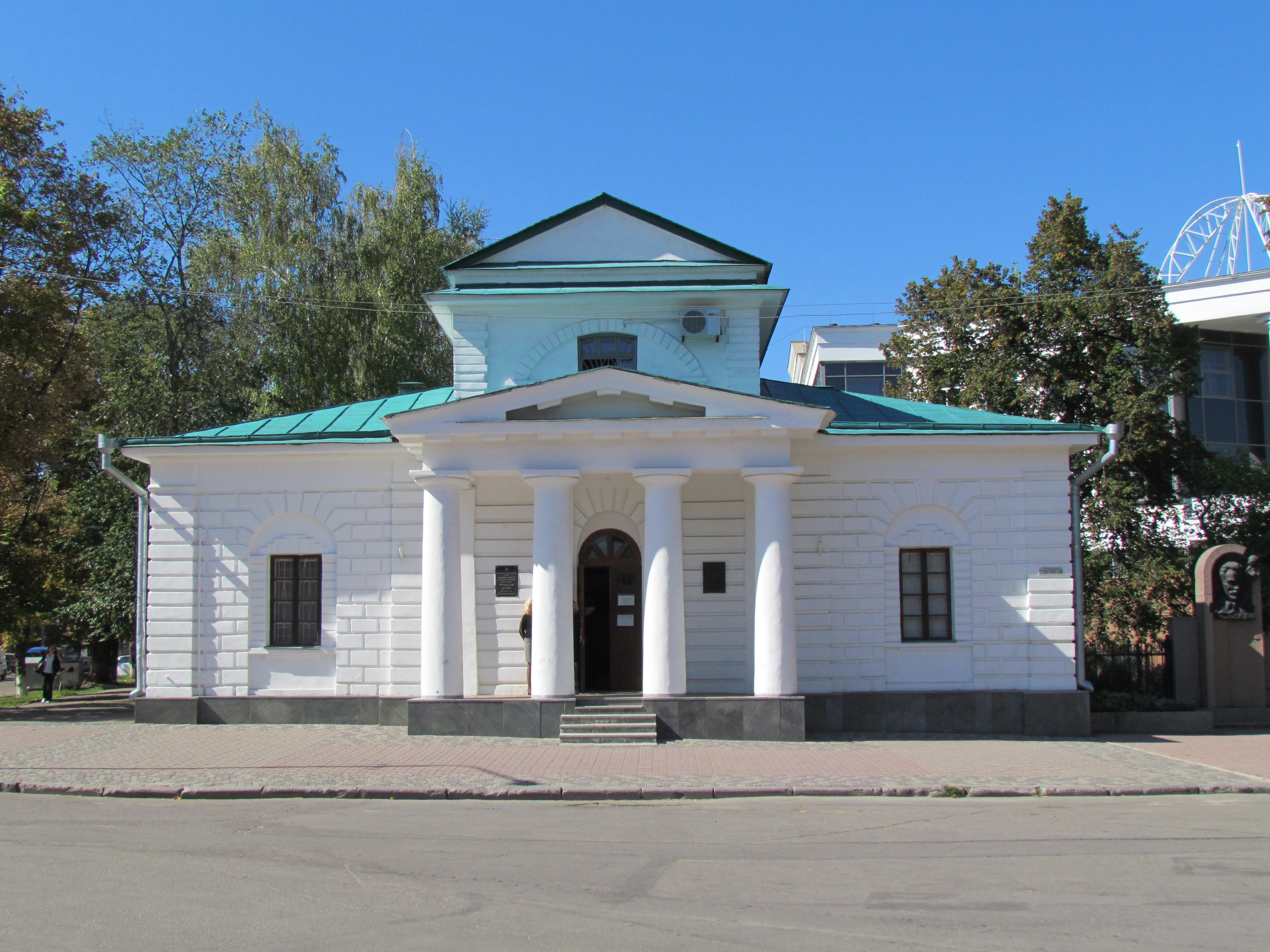
Пожежна команда
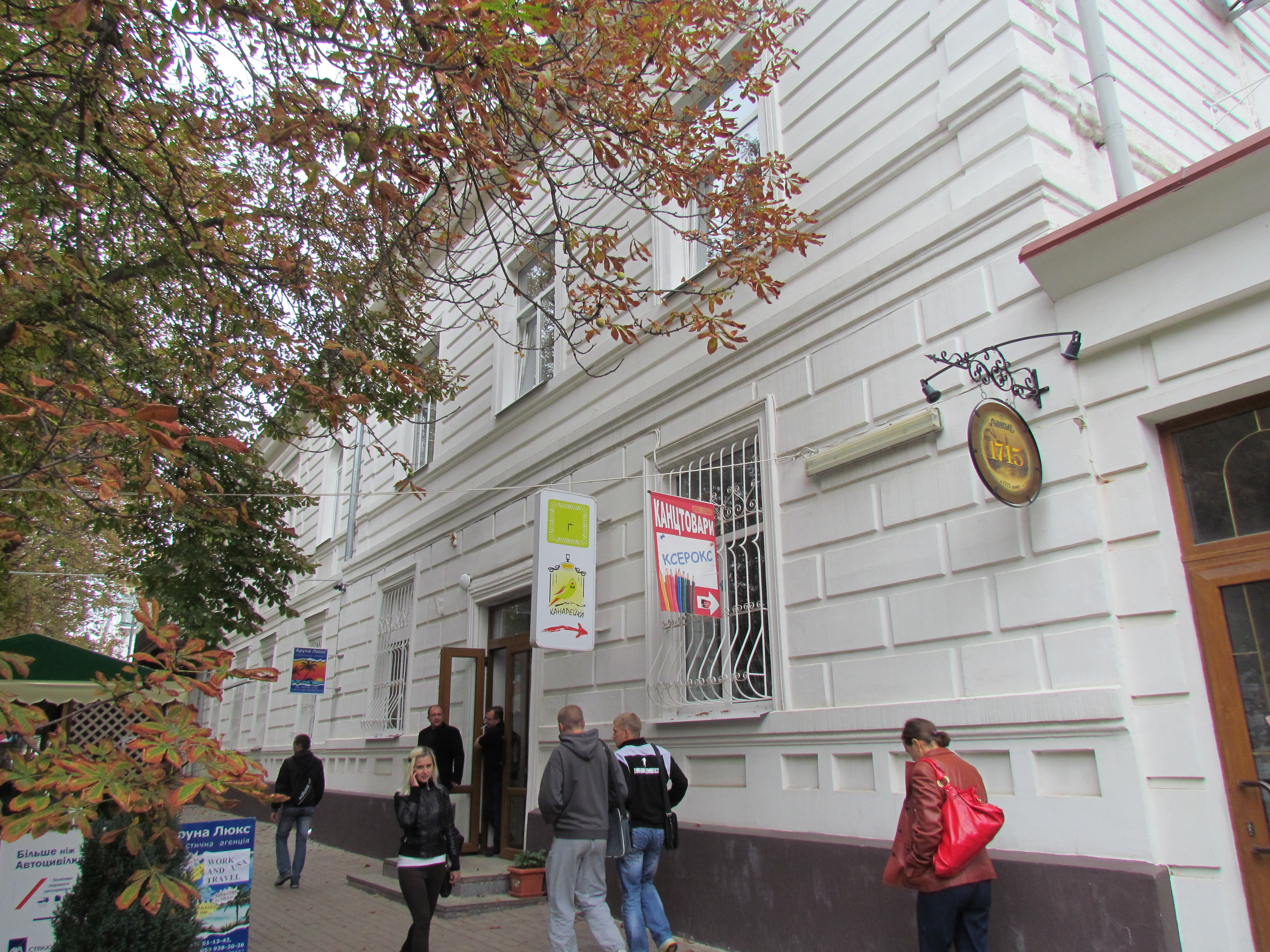
Художня школа (адміністративний будинок Полтаваобленерго)
Пам'ятник коменданту фортеці Олексію Келіну
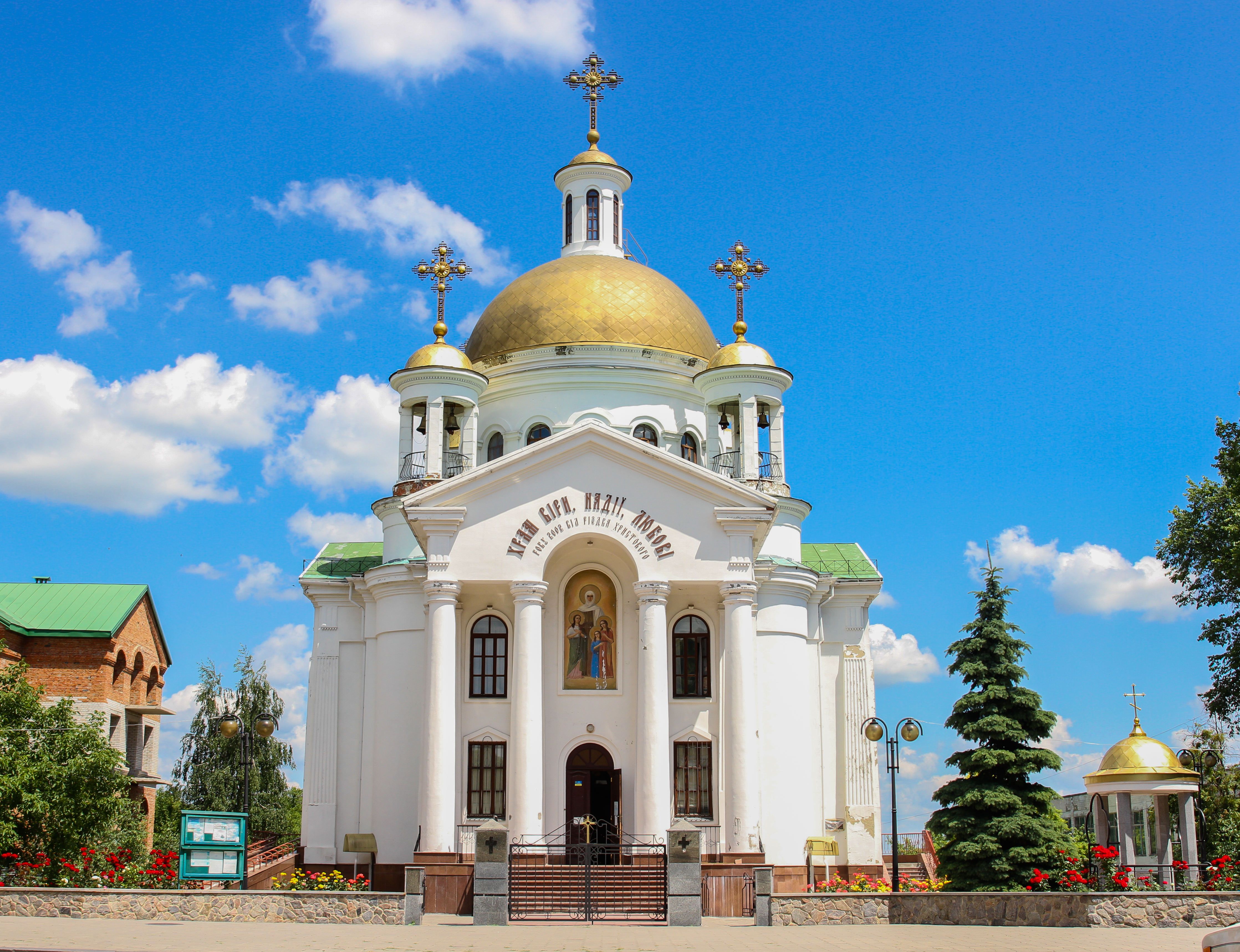
Храм Віри, Надії, Любові
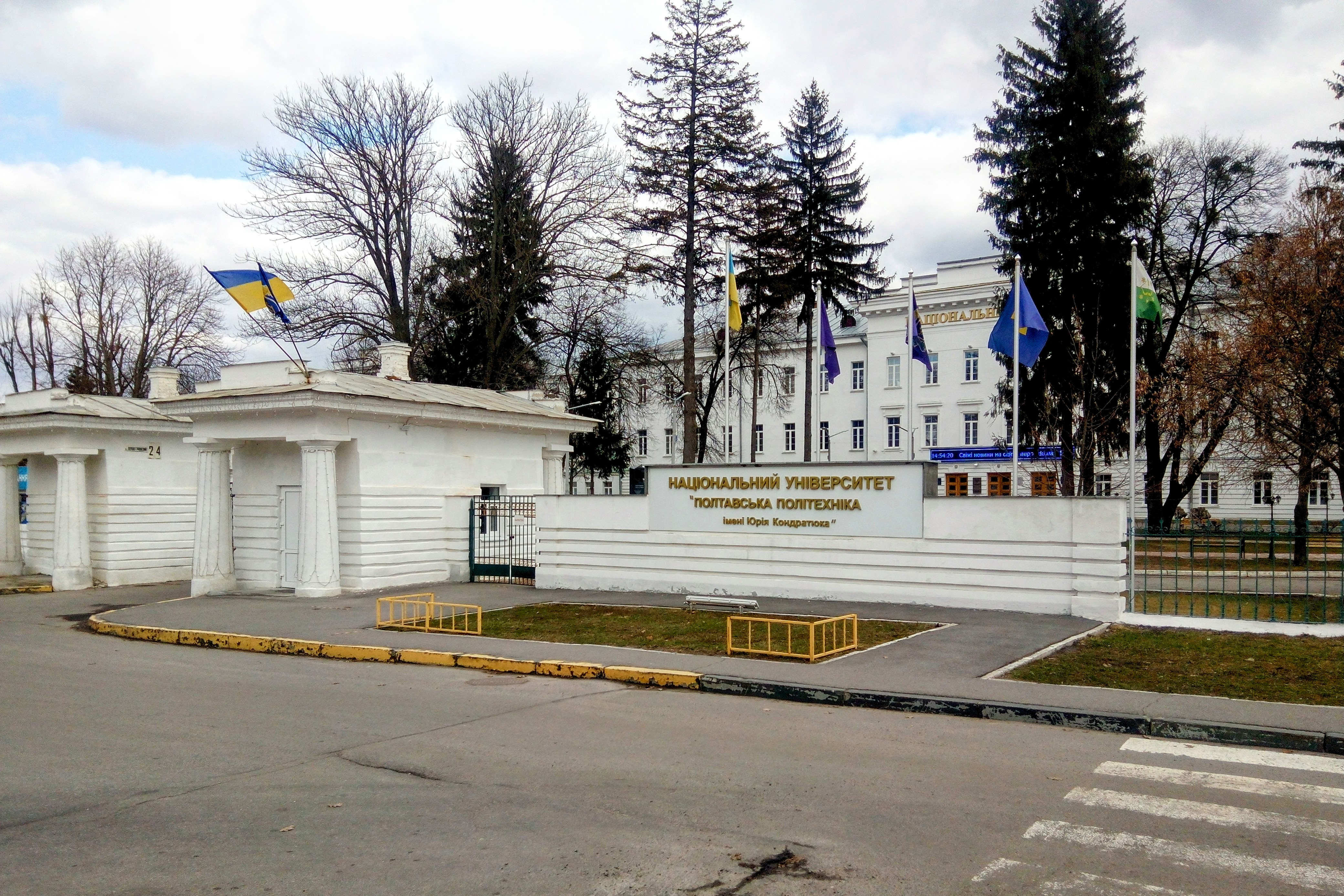
Головний вхід до Національного університету "Полтавська політехніка"